# Nová Ves (Hradečno)
Nová Ves (Duits: Neudorf) is een Tsjechische plaats in de gemeente Hradečno in de regio Midden-Bohemen en maakt deel uit van het district Kladno.
Nová Ves telt 246 inwoners (2021).

## Geschiedenis
De eerste schriftelijke vermelding van Nová Ves dateert van 1590.